# Segunda expedición soviética antártica
La segunda expedición antártica soviética estuvo dirigida por Aleksei Treshnikov en el continente; la expedición marina en el "Ob" fue dirigido por I.V. Maksimov. El "Ob" dejó Kaliningrado el 7 de noviembre de 1956.
Tres barcos transportaron la expedición, todos diésel-eléctrico. Los dos barcos principales estuvieron en la primera expedición: RV Ob (capitán I.A. Man) y RV "Lena" (capitán A.I. Vetrov). El tercer barco fue el Kooperatsiya (capitán A.S. Yantselevich) utilizado principalmente como barco de transporte.
Las tareas de la expedición eran:
1. Alivio de la primera expedición
2. Escala llena de trabajo científico para el Año Geofísico Internacional (IGY)
3. Organización de dos IGY estaciones científicas, acercándose al polo geomagnético del sur y al polo de inaccesibilidad relativa
4. Una travesía a tractor de estudios de glaciología
5. Oceanografía.